# Richard Kadison
Pour les articles homonymes, voir Kadison.
Richard Vincent Kadison (né le 25 juillet 1925 à New York (État de New York) et mort le 22 août 2018) est un mathématicien américain.
Il est connu pour ses contributions à l'étude des algèbres d'opérateurs sur lesquelles il a écrit avec John Ringrose un ouvrage de référence.

## Biographie
Après un Ph. D. dirigé par Marshall Stone à l'université de Chicago en 1950, Richard Kadison a passé deux ans à l'Institute for Advanced Study. Il a été boursier Fulbright en 1954-55, Sloan de 1958 à 1962 et Guggenheim en 1969. Il a enseigné à l'université Columbia à partir de 1952, comme professeur assistant, professeur associé, puis professeur titulaire. Il occupe à partir de 1964 la chaire Gustave C. Kuemmerle au département de mathématiques de l'université de Pennsylvanie.

### Vie privée
« Dick » Kadison a été un bon gymnaste, spécialisé dans les anneaux. Il a épousé Karen M. Holm le 5 juin 1956 et ils ont un fils, Lars.

## Reconnaissance
Richard Kadison a été élu membre de la NAS (l'Académie nationale des sciences des États-Unis) en 1996,, membre étranger des Académies des sciences danoise et norvégienne et, en 2012, membre de l'AMS (la Société américaine de mathématiques).
Il a reçu en 1999 le prix Steele pour l'« ensemble d'une carrière »,.